# Migdone (fratello di Amico)
Migdone (in greco antico Μύγδων) è un personaggio della mitologia greca. 

Era re di Bebrico e fratello di Amico.

## Mitologia
Migdone si alleò con il fratello Amico nella guerra contro Lico (un re della Misia), che a sua volta si alleò con Eracle. 

Migdone morì per mano di Eracle.
In seguito Amico si riprese i domini persi nella guerra e divenne re dei Bebrici a sua volta.